# A4W反應爐

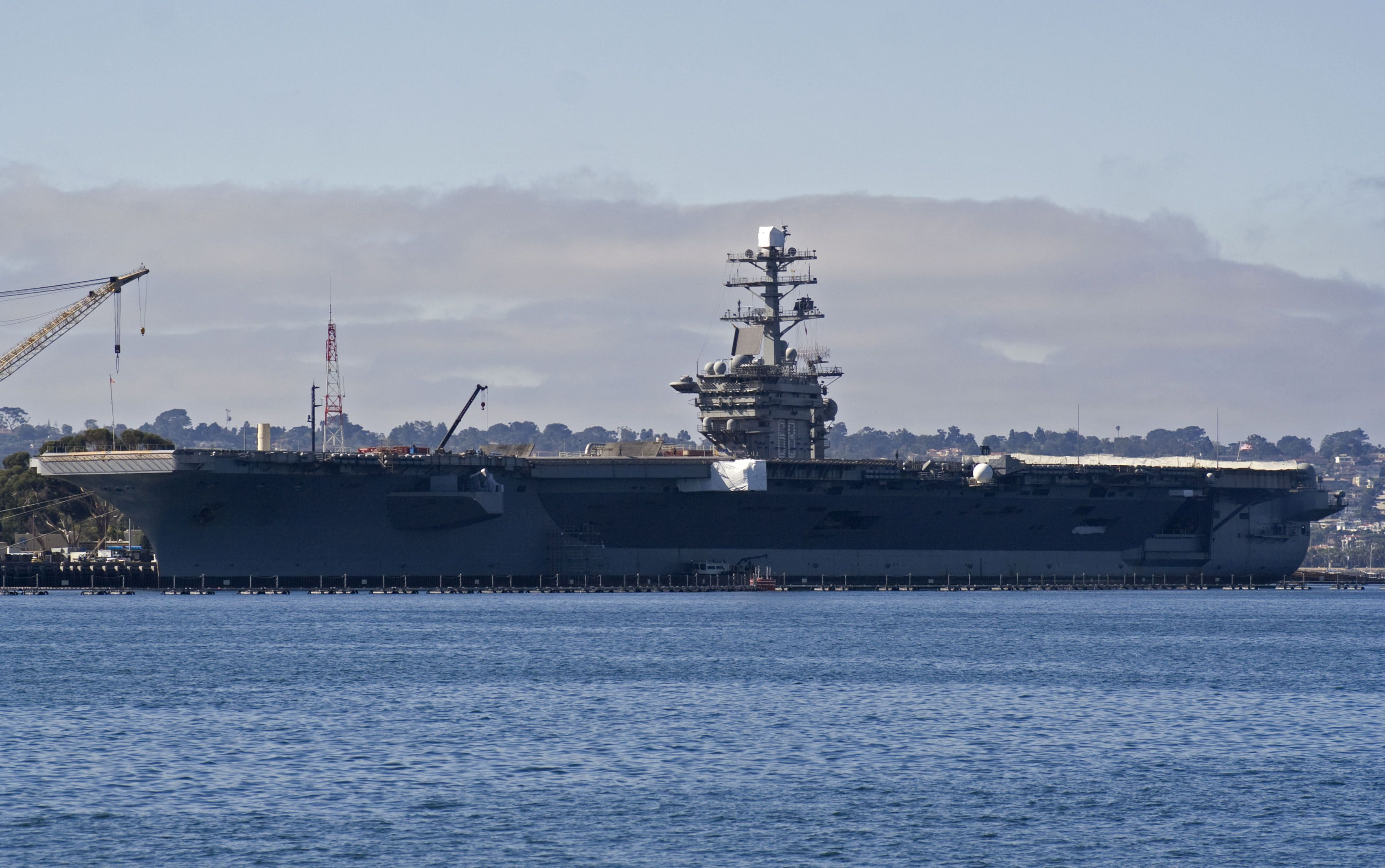
搭載了兩具A4W反應爐的尼米茲號航空母艦。2010年時攝於聖地牙哥軍港內。

A4W反應爐為美國海軍設計尼米茲級核動力航空母艦用作發電及提供推力專用的核反应堆。
其中，A4W等幾個字母與數字分別代表：
- A代表航空母舰（Aircraft carrier）
- 4代表由負責的合約承包商所設計之第四代核反應器爐心
- W代表合約承包商西屋公司（Westinghouse）

压水反应堆由貝蒂斯原子動力研究所（Bettis Atomic Power Laboratory）和諾爾原子能實驗室（Knolls Atomic Power Laboratory）共同設計，西屋公司製造。核反应堆燃料棒預計可使用20年。
唯一使用此反應爐的軍艦是尼米茲級超級航空母艦。每艘航母有兩個反應爐，每個反應爐熱功率為550百萬瓦，可產生100百萬瓦電力，每個蒸汽鍋爐可產生140,000軸馬力（104百萬瓦），作為螺旋槳的推力來源。